# Печірнянська сільська рада
Печі́рнянська сільська́ ра́да — адміністративно-територіальна одиниця та орган місцевого самоврядування в Лановецькому районі Тернопільської області. Адміністративний центр — село Печірна.

## Загальні відомості
- Територія ради: 3,85 км²
- Населення ради: 571 особа (станом на 2001 рік)
- Територією ради протікають річки Буглівка, Свинорийка

## Населені пункти
Сільській раді підпорядковані населені пункти:
- с. Печірна
- с. Коростова
- с. Кутиска

## Склад ради
Рада складається з 15 депутатів та голови.
- Голова ради:
- Секретар ради: Гончук Валентина Василівна

### Керівний склад попередніх скликань
| Прізвище, ім'я, по батькові | Основні відомості                                                 | Дата обрання | Дата звільнення |
| --------------------------- | ----------------------------------------------------------------- | ------------ | --------------- |
| Гаврилюк Любов Миколаївна   | Сільський голова, 1956 року народження, член Народної партії      | 26.03.2006   | 10.12.2009      |
| Воляник Микола Федорович    | Сільський голова, 1974 року народження, освіта вища, безпартійний | 31.10.2010   | 15.09.2014      |

Примітка: таблиця складена за даними сайту Верховної Ради України

### Депутати
За результатами місцевих виборів 2010 року депутатами ради стали:

#### За суб'єктами висування
| Суб'єкт висування                                       | Кількість обраних депутатів | %    |
| ------------------------------------------------------- | --------------------------- | ---- |
| Самовисування                                           | 10                          | 66,7 |
| Політична партія Всеукраїнське об'єднання «Батьківщина» | 5                           | 33,3 |

#### За округами
| № округу                                                | Прізвище, ім'я, по батькові   | Дата визнання обраним | Освіта  | Партійна приналежність                        | Відомості про обраного депутата                      |
| ------------------------------------------------------- | ----------------------------- | --------------------- | ------- | --------------------------------------------- | ---------------------------------------------------- |
| Політична партія Всеукраїнське об'єднання «Батьківщина» |                               |                       |         |                                               |                                                      |
| 2                                                       | Ярмолюк Андрій Миколайович    | 03.11.2010            | середня | позапартійний                                 | тимчасово не працює                                  |
| 5                                                       | Мартинюк Микола Володимирович | 03.11.2010            | середня | позапартійний                                 | ФГ «Фортуна С», сторож                               |
| 6                                                       | Суліма Олександр Миколайович  | 03.11.2010            | вища    | член Всеукраїнського об'єднання «Батьківщина» | Ветлікарня, ветлікар                                 |
| 8                                                       | Мельник Дмитро Олександрович  | 03.11.2010            | середня | позапартійний                                 | тимчасово не працює                                  |
| 14                                                      | Гончук Руслан Михайлович      | 03.11.2010            | середня | позапартійний                                 | тимчасово не працює                                  |
| Самовисування                                           |                               |                       |         |                                               |                                                      |
| 1                                                       | Онищук Вадим Віталійович      | 03.11.2010            | середня | позапартійний                                 | тимчасово не працює                                  |
| 3                                                       | Гуменюк Андрій Анатолійович   | 03.11.2010            | середня | позапартійний                                 | тимчасово не працює                                  |
| 4                                                       | Наливайчук Петро Миколайович  | 03.11.2010            | середня | позапартійний                                 | тимчасово не працює                                  |
| 7                                                       | Козачок Сергій Степанович     | 03.11.2010            | середня | позапартійний                                 | ФГ «Фортуна С», фермер                               |
| 9                                                       | Скакун Роман Володимирович    | 20.03.2011            | вища    | позапартійний                                 | тимчасово не працює                                  |
| 10                                                      | Гончук Валентина Василівна    | 03.11.2010            | вища    | член Всеукраїнського об'єднання «Батьківщина» | Печірнянська сільська рада, секретар                 |
| 11                                                      | Вітер Олександр Степанович    | 03.11.2010            | середня | позапартійний                                 | тимчасово не працює                                  |
| 12                                                      | Коваль Валентина Петрівна     | 03.11.2010            | вища    | позапартійна                                  | Печірнянська сільська рада, інспектор із землеустрою |
| 13                                                      | Хом'як Петро Анатолійович     | 03.11.2010            | середня | позапартійний                                 | тимчасово не працює                                  |
| 15                                                      | Мушак Лариса Стефанівна       | 03.11.2010            | вища    | позапартійна                                  | Печірнянська сільська рада, бухгалтер                |